# هوبارت
هوبارت یا هُبارت (به انگلیسی: Hobart) شهری بندری در استرالیا و مرکز ایالت تاسمانی است. هبارت در سال ۱۸۰۲ ساخته شده و جمعیت آن در سال ۲۰۲۱ برابر با ۲۵۱٬۰۴۷ بود.  

## دانشگاه ها
- دانشگاه تاسمانی

## نگارخانه

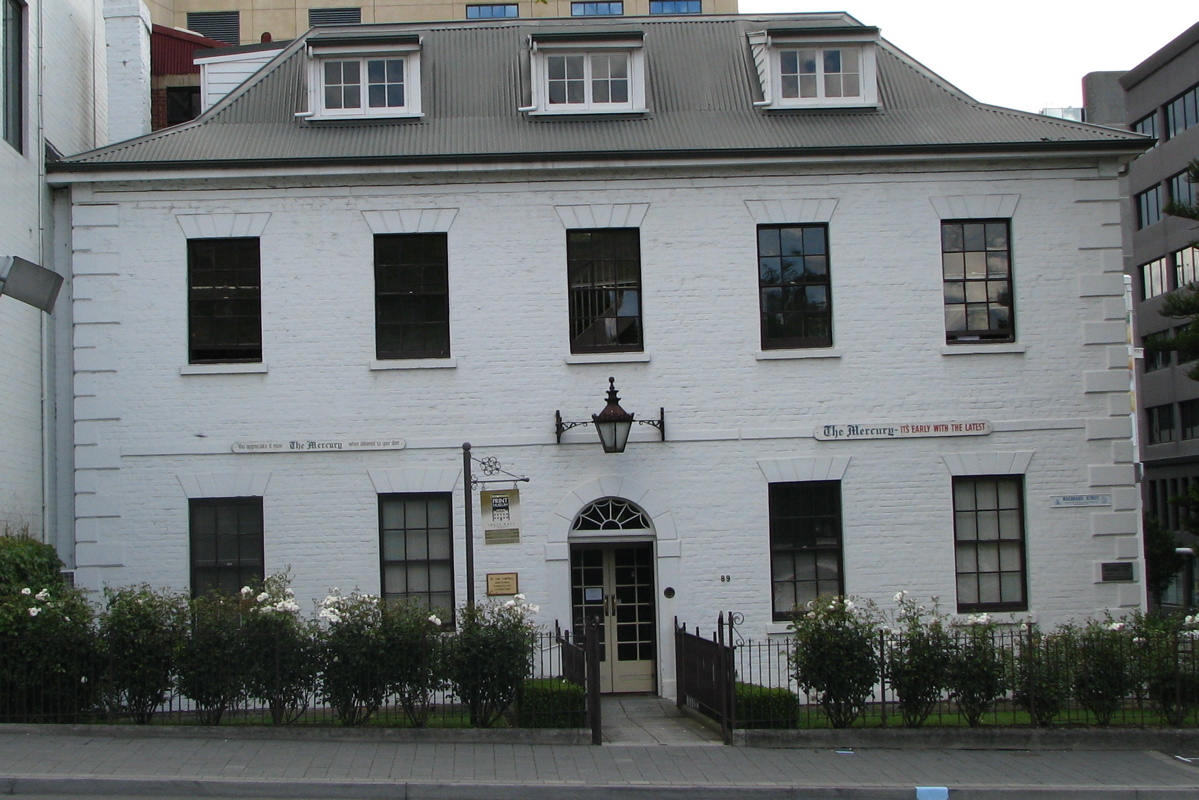
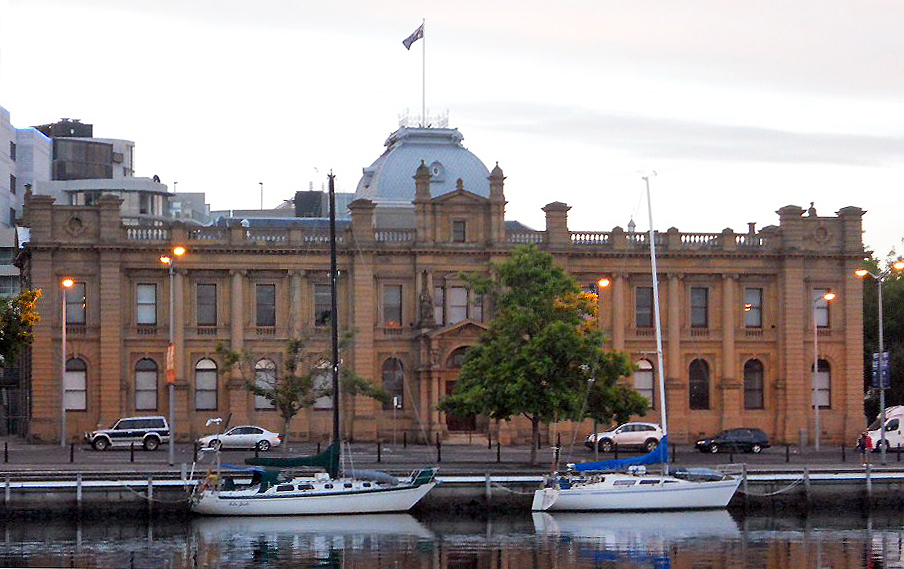
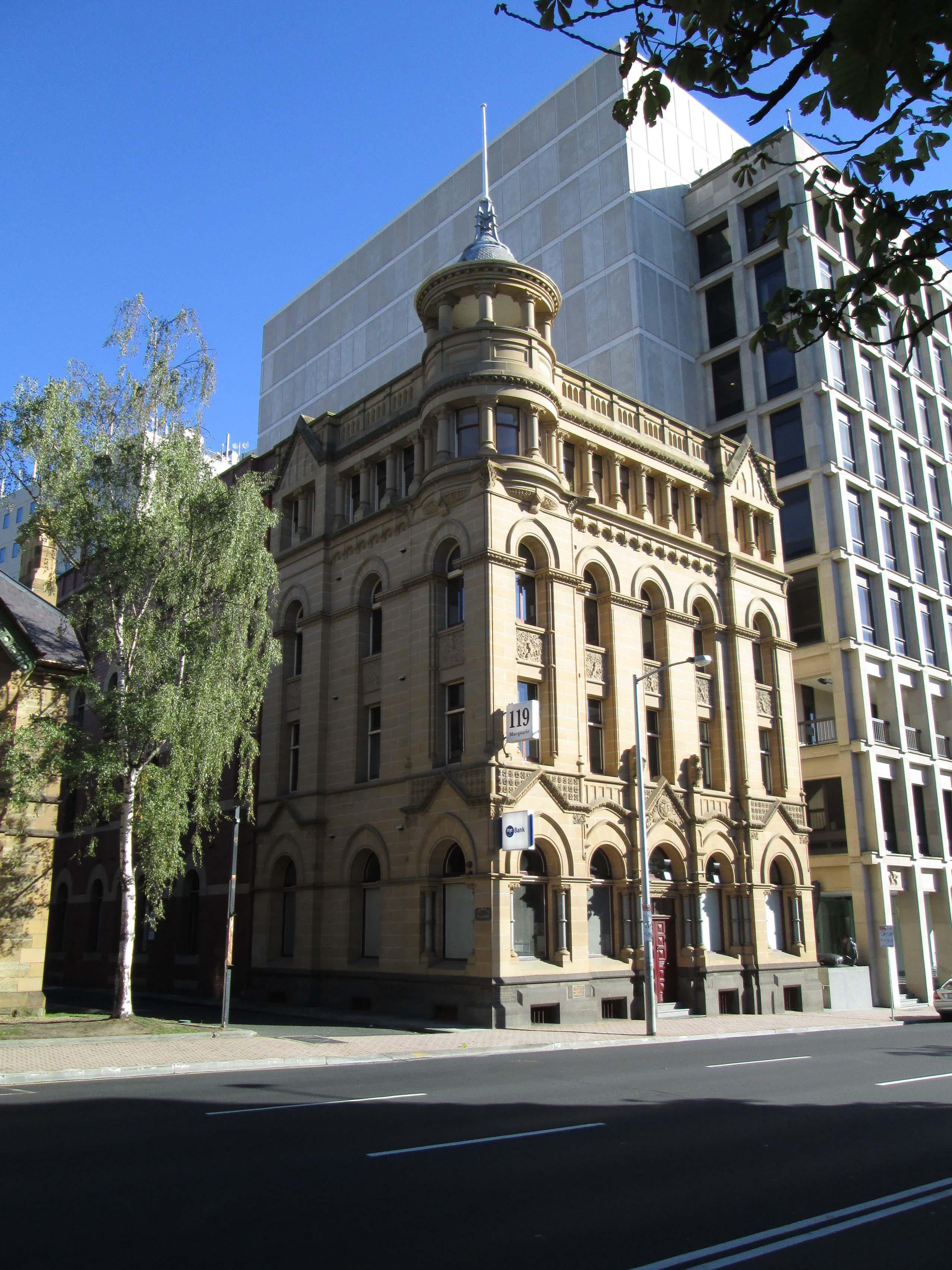
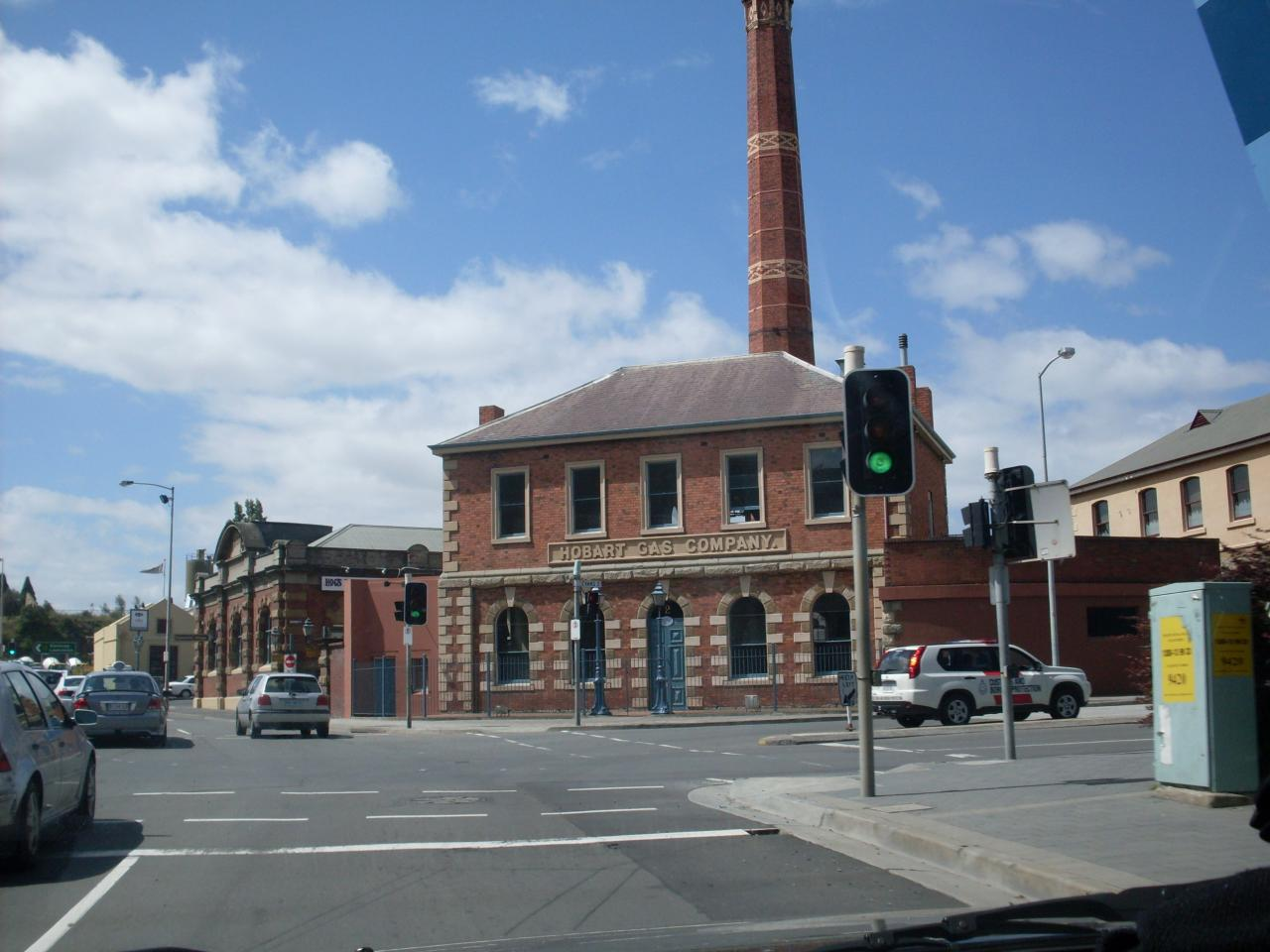
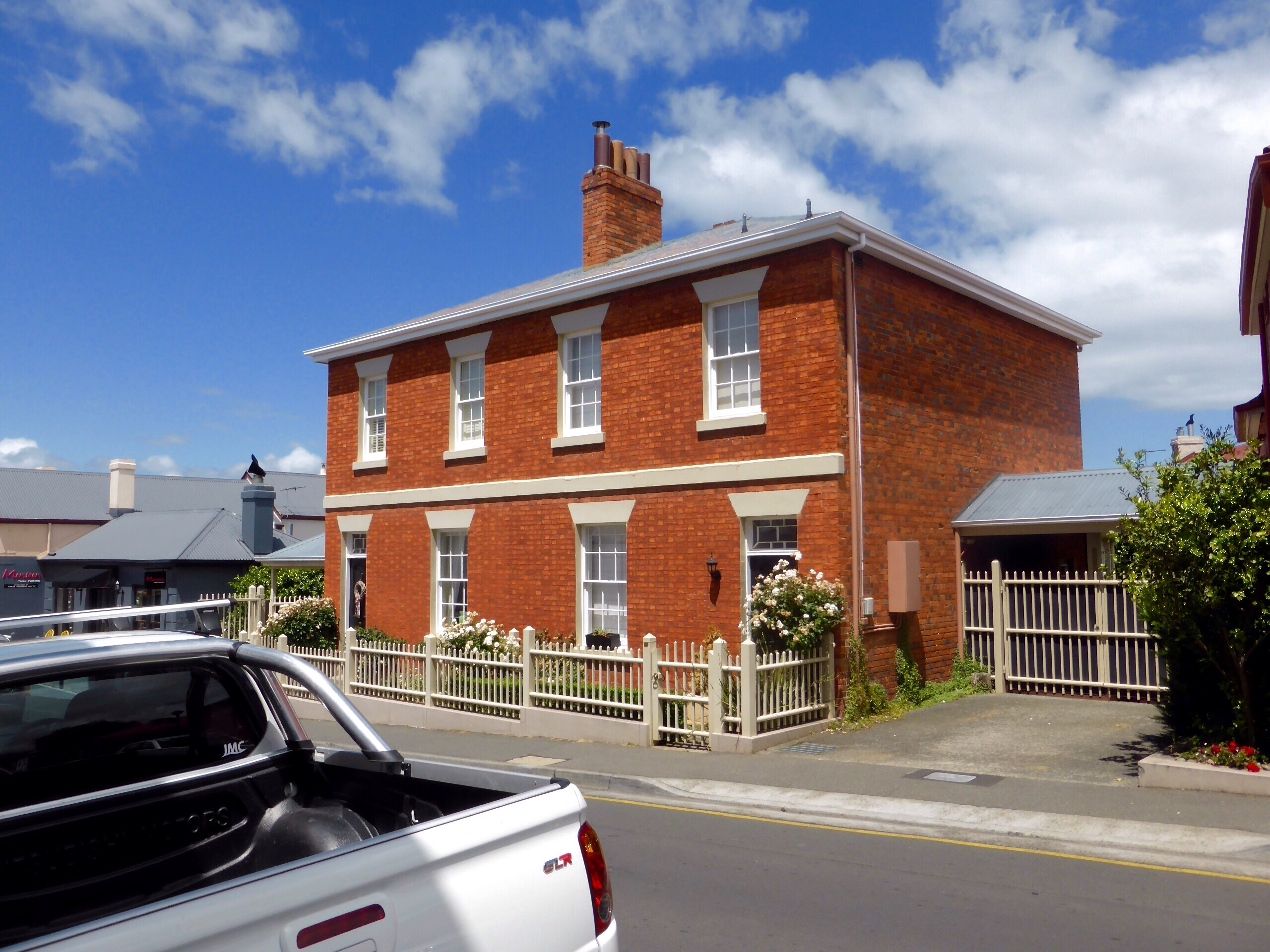
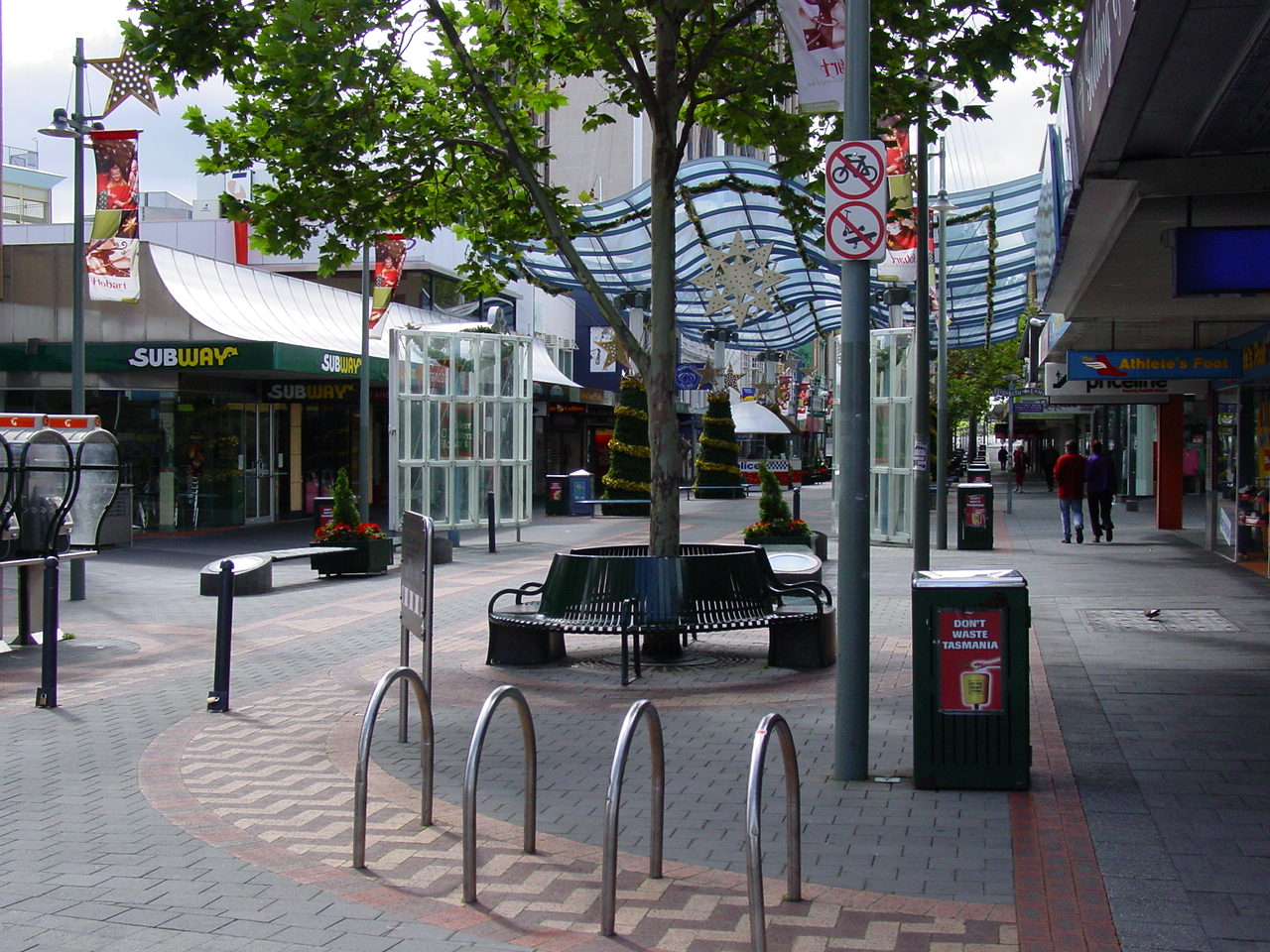
بازاری در هوبارت